# Света Планина (Трбовље)
Света Планина (словен. Sveta Planina) је насељено место у општини Трбовље, Засавска регија, Словенија.

## Историја
До територијалне реорганизације у Словенији била је у саставу старе општине Трбовље.

## Становништво
У попису становништва из 2011. године, Света Планина је имала 95 становника.
| Број становника према пописима | Број становника према пописима | Број становника према пописима |
| ------------------------------ | ------------------------------ | ------------------------------ |
| 1991                           | 2002                           | 2011                           |
| 82                             | 78                             | 95                             |

Напомена: Од 1955. до 2002. исказивано под именом Партизански Врх.